# Puente de Yangpu
El puente de Yangpu (en chino tradicional, 楊浦大橋; en chino simplificado, 杨浦大桥; pinyin, Yángpǔ Dàqiáo) es un puente chino que cruza el río Huangpu en Shanghái —hermano del puente de Nanpu, que desde 1991 también cruza el Huangpu en Shanghái— y último puente vehicular sobre el río antes de desembocar en el mar.
Se completó en septiembre de 1993 y se inauguró en octubre, siendo, con un tramo central de 602 m, el puente atirantado más grande del mundo y también, con su longitud total de 8354 m, uno los puentes más largos del mundo. En 2006, tenía un tráfico de más de 100 000 vehículos/día.

## Descripción
El puente soporta la Inner Ring Road [Carretera de circunvalación interior] que conduce desde el distrito de Yangpu (Puxi ) a la nueva zona del distrito de Pudong, con seis carriles de tráfico (3 en cada dirección) y dos aceras, lo utilizan más de 5000 vehículos por hora con un total de casi 100 000 vehículos por día en 2006. Sus dos pilones alcanzan los 223 m de altura y el gálibo es de 48 m, una necesidad debido a la importantísima navegación fluvial de Shanghai.
Fue diseñado por el Instituto de Diseño de Ingeniería Municipal de Shanghái, el Colegio de Construcción Urbana de Shanghái y el Instituto de Diseño de Construcción Urbana de Shanghái, con la ayuda de Holger S. Svensson. Fue construido por la compañía Ingeniería de Construcción Puente Shanghai Huangpujiang.
Se trata de un puente de doble torre y doble atirantado, siendo el puente propiamente dicho (la parte que cruza el río) de 1172 m de longitud. Sus 30,35 m de ancho permiten la circulación de seis carriles (tres para cada sentido). Sus dos pilones alcanzan los 223 m de altura. El gálibo para los barcos es de {{unidad|48 m, una necesidad debido al intenso tráfico fluvial. Los dos estribos principales sostienen altas torres en forma de Y invertidas (o pilones) de las que se cuelgan los cables de soporte. Hay dos aceras turísticas de dos metros de ancho a ambos lados del puente.
El puente no estaba originalmente pintado, y fue recubierto con pintura roja por los festejos del milenio. El nombre puente de Yangpu (杨浦大桥) inscrito en cada pilón proviene del diseño gráfico de Deng Xiaoping.

## Galería de imágenes

Vistas de conjunto
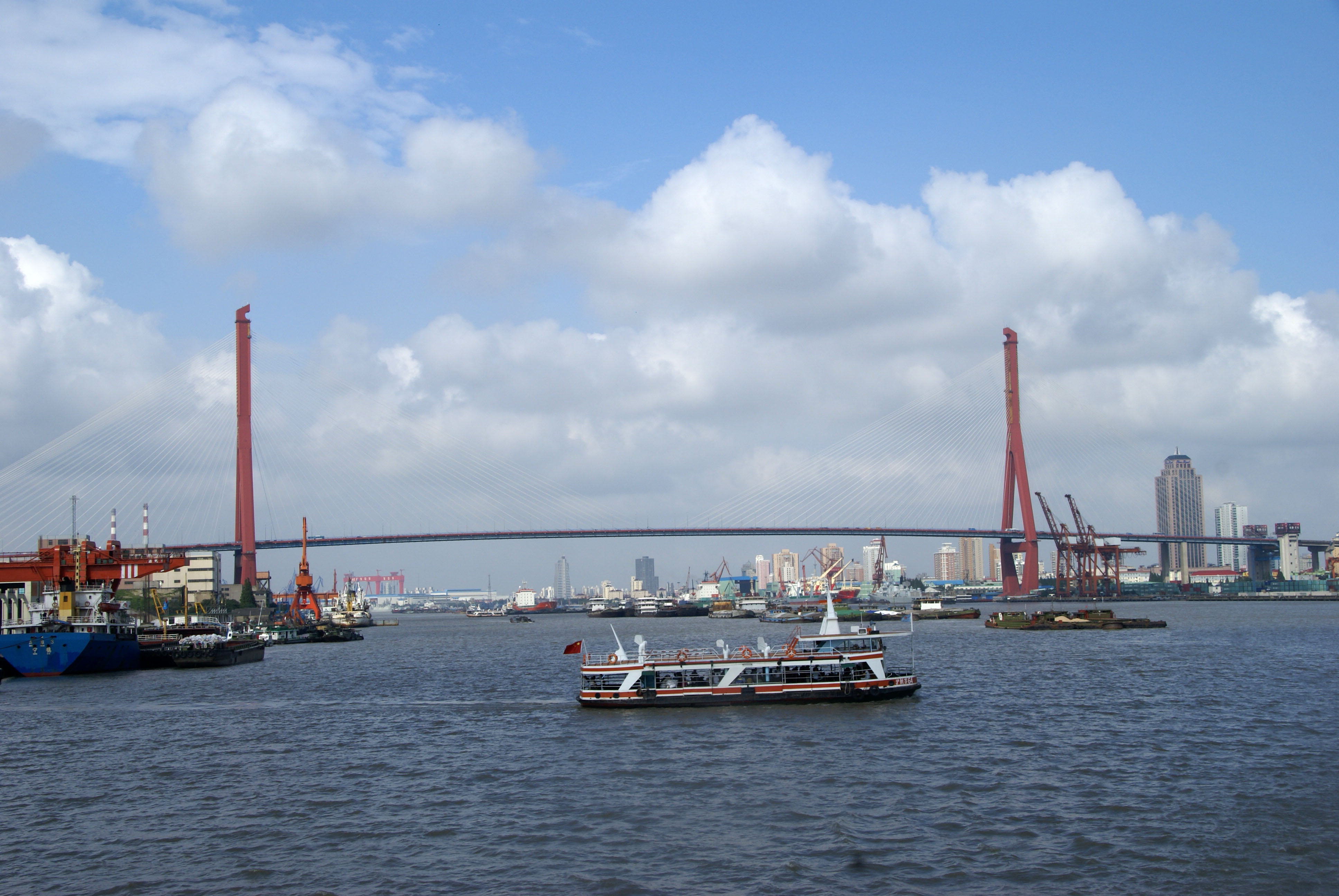
Vista de conjunto
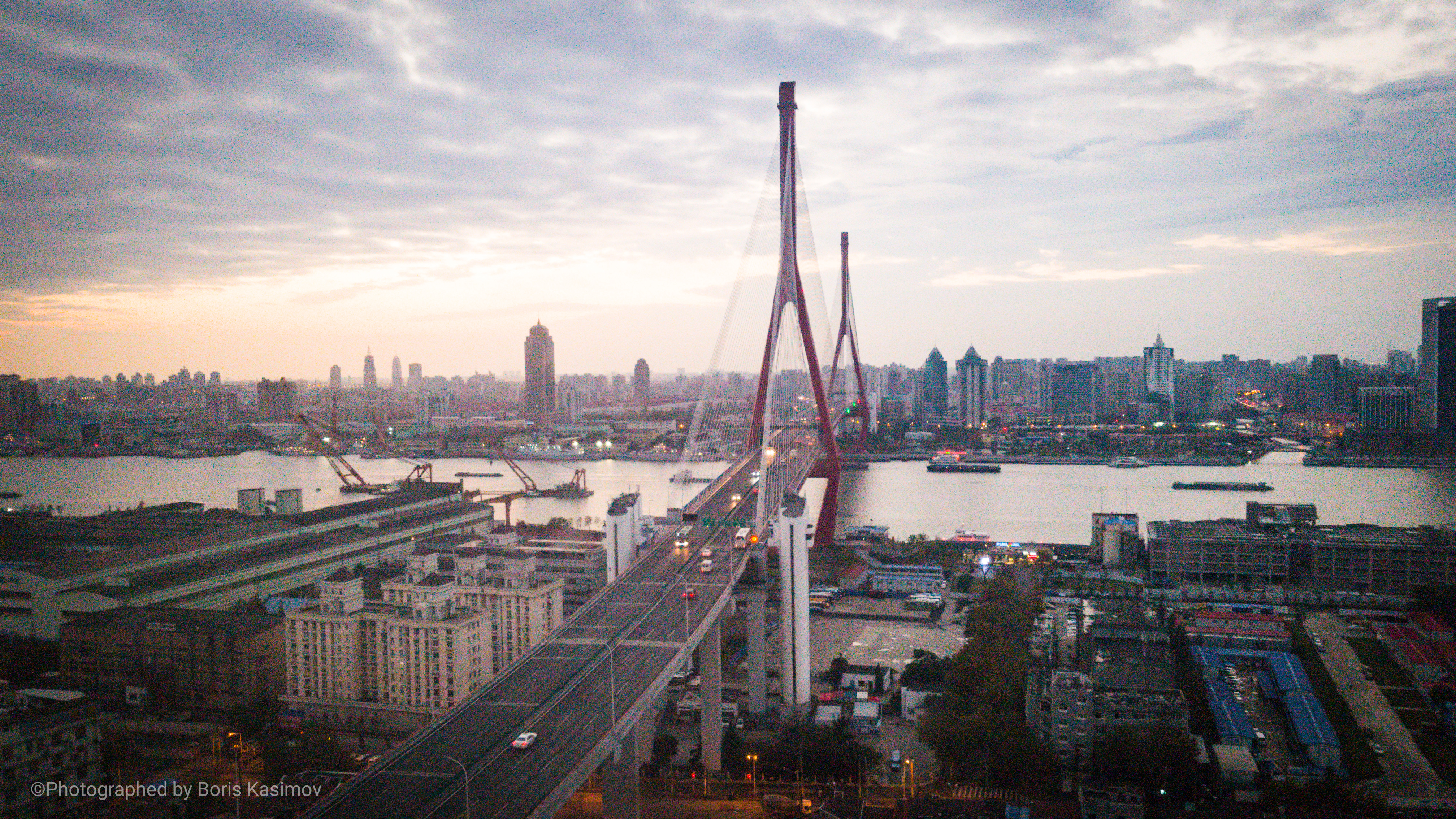
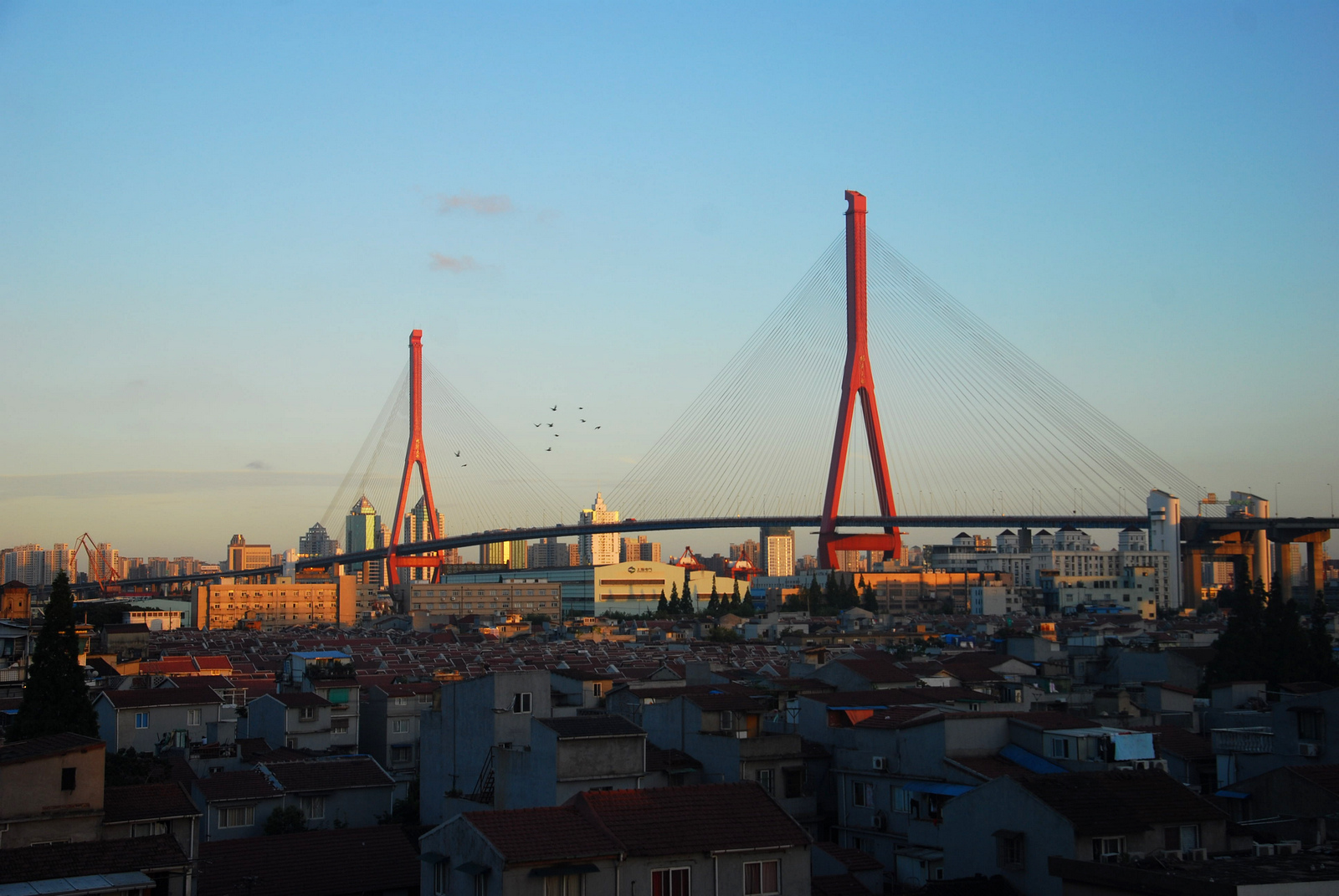

Vistas de detalle
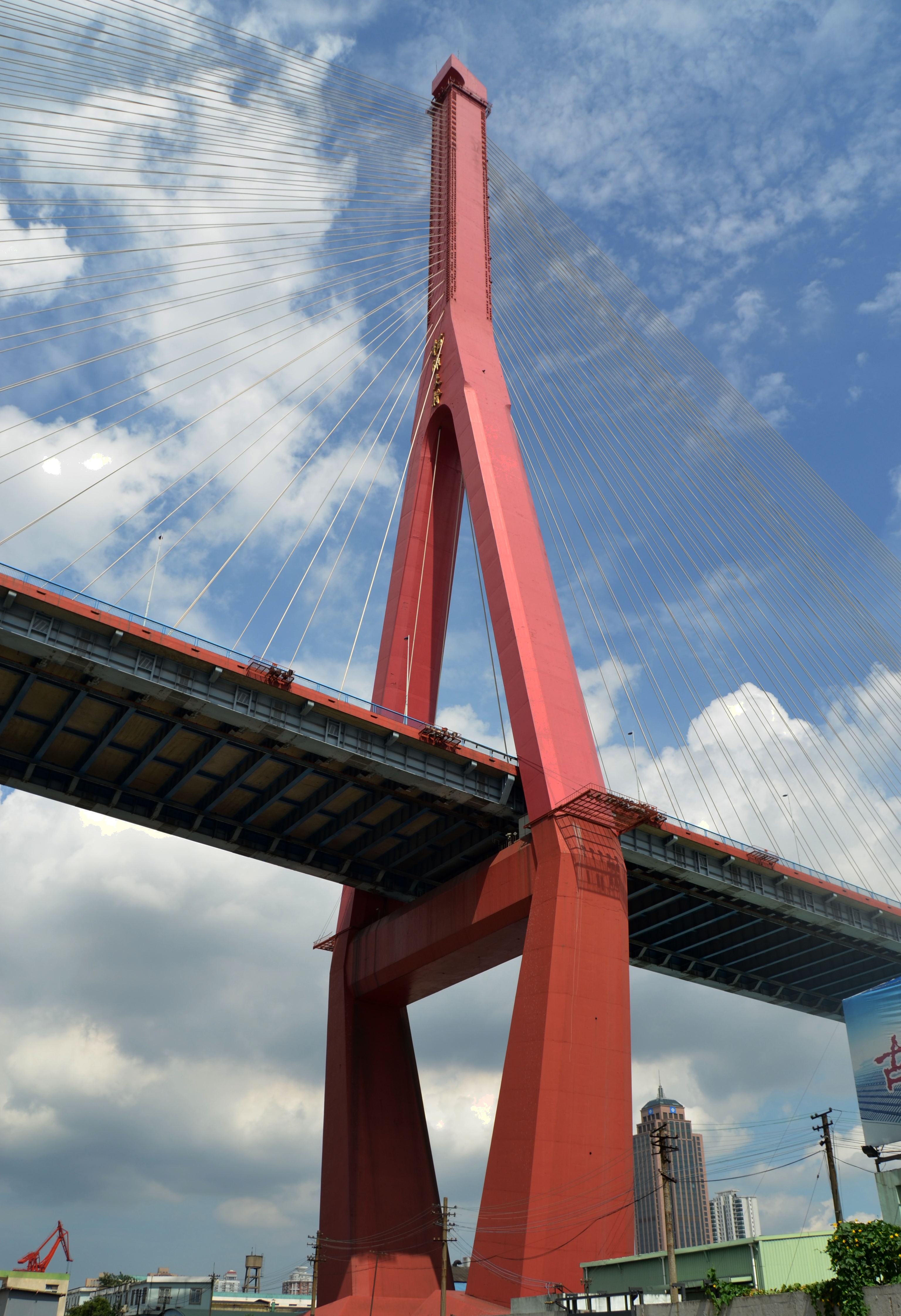
Pilona este
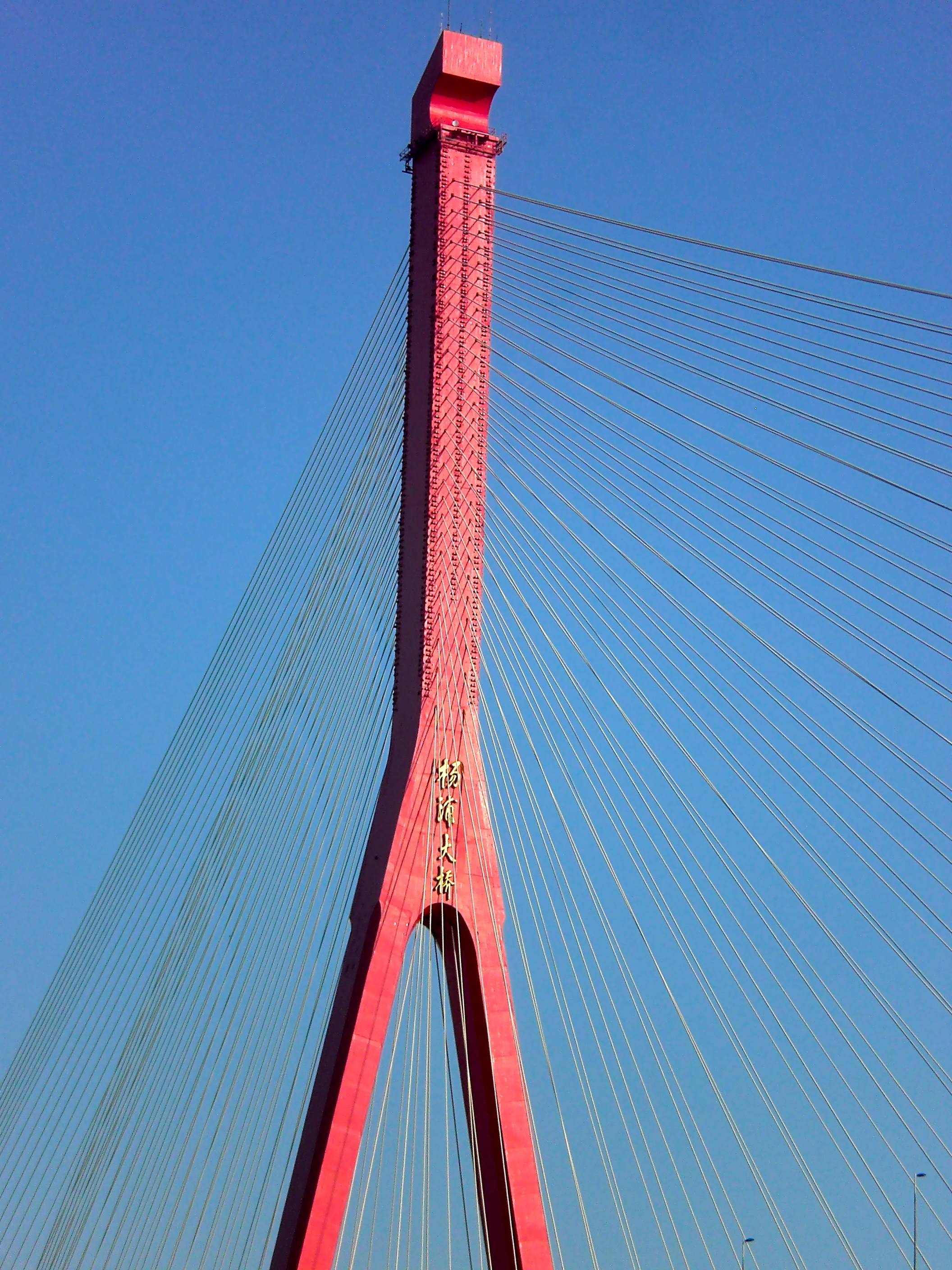
Detalle del atirantado
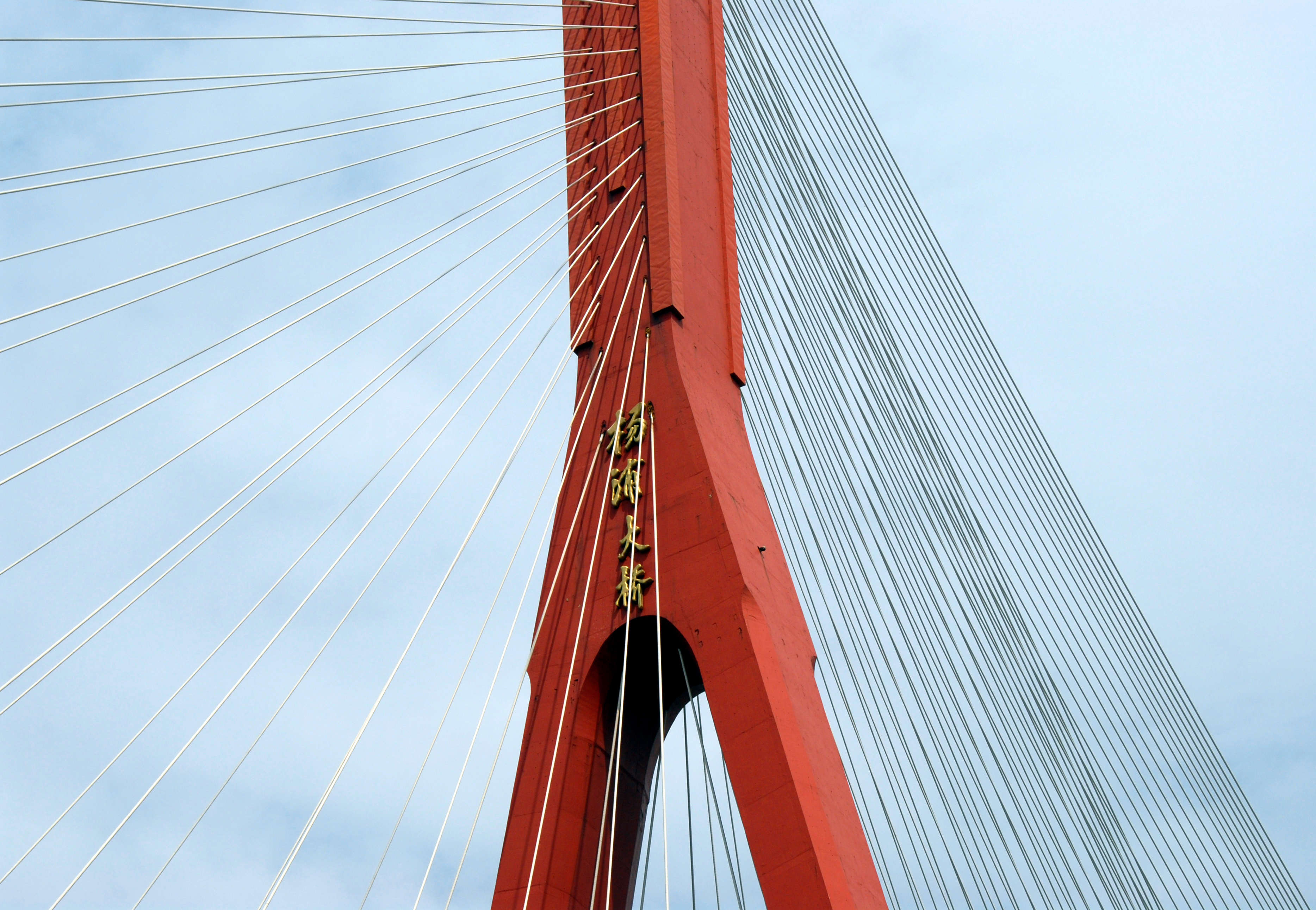
Detalle del nombre en chino
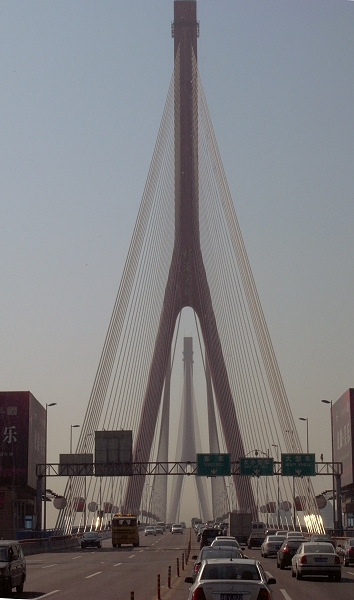
Tráfico en el puente